# Ligakupa

Logo des ungarischen Fußballverbandes Magyar Labdarúgó Szövetség (MLSZ)

Der Ligakupa, deutsch „Ligapokal“, voller Name: Labdarúgó Magyar Ligakupa (deutsch Ungarischer Fußball-Ligapokal) war ein Pokalwettbewerb, an dem die ungarischen Fußball-Erstligisten teilnahmen. Er wurde zur Saison 2007/08 neu eingeführt und in dieser Saison waren auch einzelne Zweitligisten am Start (z. B. Vác, Pécs, Ferencváros). In der Vergangenheit hat es bereits gelegentlich Wettbewerbe unter dem Namen Ligapokal in Ungarn gegeben.
Die 16 Erstligisten wurden in vier Vierergruppen – nach geografischen Gesichtspunkten – eingeteilt. Nach Abschluss der Gruppenspiele zogen die Erst- und Zweitplatzierten ins Viertelfinale ein. Im K.-o.-System ging es weiter bis zum Endspiel (das wie alle Spiele zuvor mit Hin- und Rückspiel ausgetragen wurde).
Es gab einen Durchgang im Herbst, parallel zur Hinrunde der Ersten Liga, der Nemzeti Bajnokság, und einen Durchgang im Frühling parallel zur Liga-Rückrunde. Das Saisonfinale um den Ligapokal bestritten dann der Herbst- gegen den Frühlings-Sieger. Gewann eine Mannschaft beide Endspiele, wurde statt des übergreifenden Endspiels ein Galaspiel gegen eine Liga-Auswahl ausgetragen.
Am 3. Juni 2015 fand das letzte Endspiel um den Ligakupa statt.

## Die Endspiele im Überblick
| Jahr    | Sieger               | Ergebnis | Finalist             |
| ------- | -------------------- | -------- | -------------------- |
| 2007/08 | FC Fehérvár          | 1:0, 2:0 | Debreceni Vasutas SC |
| 2008/09 | FC Fehérvár          | 3:1      | Pécsi Mecsek FC      |
| 2009/10 | Debreceni Vasutas SC | 2:1      | Paksi FC             |
| 2010/11 | Paksi FC             | 1:2, 3:0 | Debreceni Vasutas SC |
| 2011/12 | Videoton FC          | 3:0      | Kecskeméti TE        |
| 2012/13 | Ferencváros Budapest | 5:1      | Videoton FC          |
| 2013/14 | Diósgyőri VTK        | 2:1      | Videoton FC          |
| 2014/15 | Ferencváros Budapest | 2:1      | Debreceni Vasutas SC |